# Andersen hos fotografen
Andersen hos fotografen er en portrætfilm instrueret af Jørgen Roos efter manuskript af Jørgen Roos og Henrik G. Poulsen.

## Handling
Et muntert portræt af digteren, der bygger på ca. 160 forskellige billeder, de fleste ukendte af en større offentlighed. Fotografierne er taget, fra han var 45 år og til hans død, og giver lejlighed til et studie af hans attituder og skiftende ansigtsudtryk. Billederne giver klart udtryk for, at han selv har iscenesat mange af positionerne i ønsket om, at såvel det digteriske og beåndede udtryk, som det humoristiske og hverdagsagtige skulle komme frem. Filmen indgår i videoantologien »Jørgen Roos om H.C. Andersen«.